# Championnats d'Amérique du Sud d'athlétisme 1927
Navigation
Édition précédente Édition suivante
Les 5e Championnats d'Amérique du Sud d'athlétisme ont eu lieu en 1927 à Santiago du Chili.

## Résultats

### Hommes
| Épreuves                | Or                                  | Argent                                | Bronze                             |
| ----------------------- | ----------------------------------- | ------------------------------------- | ---------------------------------- |
| 100 mètres              | Juan Piña (ARG) 10 s 8              | Rodolfo Wagner (CHI) ? s              | Alex Hanning (CHI) ? s             |
| 200 mètres              | Juan Piña (ARG) 22 s 0              | Rodolfo Wagner (CHI) ? s              | Alex Hanning (CHI) ? s             |
| 400 mètres              | Ángel Prada (ARG) 50 s 0            | Roberto Genta (ARG) ? s               | José Vicente Salinas (CHI) ? s     |
| 800 mètres              | Serafín Dengra (ARG) 1 min 58 s 2   | Leopoldo Ledesma (ARG) ? min          | Guillermo Godoy (CHI) ? min        |
| 1 500 mètres            | Leopoldo Ledesma (ARG) 4 min 10 s 2 | Luis Suárez (ARG) ? min               | Víctor Moreno (CHI) ? min          |
| 3 000 mètres            | Manuel Plaza (CHI) 8 min 54 s 2     | Fernando Cicarelli (ARG) ? min        | ? ? min                            |
| 5 000 mètres            | Manuel Plaza (CHI) 15 min 36 s 0    | Belisario Flores (CHI) ? min          | Pedro Pérez (CHI) ? min            |
| 10 000 mètres           | Manuel Plaza (CHI) 32 min 11 s 2    | Florides Castillo (CHI) ? min         | Pedro Arancibia (CHI) ? min        |
| 110 mètres haies        | Valerio Vallanía (ARG) 15 s 6       | Alfredo Ugarte (CHI) ? s              | Héctor Fischer (CHI) ? s           |
| 400 mètres haies        | Carlos Müller (CHI) 56 s 4          | Roberto Genta (ARG) 56 s 4            | Humberto Lara (CHI) ? s            |
| Saut en hauteur         | Valerio Vallanía (ARG) 1,86 m       | Carlos Japke (CHI) 1,80 m             | Luis Garay (CHI) 1,80 m            |
| Saut à la perche        | Jorge Haeberli (ARG) 3,70 m         | Julio Bertini (ARG) 3,60 m            | Humberto Giraldes (CHI) 3,40 m     |
| Saut en longueur        | Oscar Alvarado (CHI) 6,69 m         | Julio Moreno (CHI) 6,65 m             | Valerio Vallanía (ARG) 6,63 m      |
| Triple saut             | Luis Brunetto (ARG) 14,64 m         | Atilio Vicentini (ARG) 14,28 m        | Humberto Giraldes (CHI) 14,07 m    |
| Lancer de poids         | Benjamín Acevedo (CHI) 12,69 m      | Custodio Seguel (CHI) 12,25 m         | Luis Romana (ARG) 12,18 m          |
| Lancer du disque        | Pedro Elsa (ARG) 38,56 m            | Héctor Benapres (CHI) 38,43 m         | David Martín Estévez (URU) 37,30 m |
| Lancer du marteau       | Federico Kleger (ARG) 46,69 m       | Pedro Goic (CHI) 45,74 m              | Ricardo Bayer (CHI) 45,70 m        |
| Lancer du javelot       | Guillermo Newbery (ARG) 53,98 m     | Custodio Seguel (CHI) 52,86 m         | Pedro Ceballos (CHI) 52,45 m       |
| Décathlon               | Erwin Gevert (CHI) 6 668,06 points  | Serapio Cabello (CHI) 6 410,07 points | Carlos Japke (CHI) 6 408,08 points |
| Relais 4 × 100 mètres   | Argentine 42 s 8                    | Chili ? s                             | seules 2 équipes ont participé     |
| relais 4 × 400 mètres   | Argentine 3 min 24 s 2              | Chili ? min                           | seules 2 équipes ont concouru      |
| 3 000 mètres par équipe | Chili                               | ?                                     | ?                                  |
| Cross-country           | Manuel Plaza (CHI) 49 min 08 s 0    | Florides Castillo (CHI) ? min         | Pedro Arancibia (CHI) ? min        |

### Femmes
Les épreuves féminines ne débuteront pas avant 1939.

## Tableau des médailles
| Rang | Nation    | Or | Argent | Bronze | Total |
| ---- | --------- | -- | ------ | ------ | ----- |
| 1    | Argentine | 14 | 7      | 2      | 23    |
| 2    | Chili     | 9  | 15     | 16     | 40    |
| 3    | Uruguay   | 0  | 0      | 1      | 1     |

Le Chili marque donc 77 points, l'Argentine 60 points et l'Uruguay 1 point.